# 沃克莫爾 (喬治亞州)
沃克莫爾（英語：Workmore）是位於美國喬治亞州特爾費爾縣的一個非建制地區。該地的面積和人口皆未知。

## 地理
沃克莫爾的座標為31°56′07″N 82°56′22″W / 31.93528°N 82.93944°W，而該地的平均海拔高度為79米（即259英尺）。